# Industrieviertel

Mapa Dolních Rakous, Industrieviertel vyznačen modře

Industrieviertel (česky Průmyslová čtvrť) je rakouské historické území mezi Vídeňským lesem a jihovýchodní částí Dolního Rakouska. Severní hranice u Weinviertelu (území pod Manhartsbergem) dosahuje zemskou hranici u Hainburgu an der Donau až po Vídeň, od západní hranice u Mostviertelu podél teplotního pásma a vybíhá k Vídeňskému lesu a směřuje na jih. Jižní hranice probíhá podél horského hřbetu ve Štýrsku až k Rosaliengebirge. Potom zase směrem severním postupuje až k Litavě (Leitha) a Litavským vrchů a východní hranici k Burgenlandu.

## Krajina
Industrieviertel má povrch rovinatý s kamenitými políčky s hnědým povrchem a ve Vídeňské pánvi s černozemí. Krajina v oblasti Vídeňské pánve je tvořena místy rozsáhlými zemědělskými plochami, průmyslovým územím, na teplotní čáře i s vinicemi. Na kamenitých půdách se nachází hnědá zem, rozsáhlé borové lesy, které založila císařovna Marie Terezie (1717–1780), které zabraňují vysoušení krajiny. Na stráních Vídeňského lesa je podnebí podmíněno rozdílně podle středoevropského lesního společenství. Na východě jsou na horizontu zřetelné brány zvané Wiener Neustädter Pforte, Brucker Pforte a Devínská brána (Hainburger Pforte), která odděluje Rosaliengebirge a Litavské vrchy (Alpy), Hainburské vrchy v Malých Karpatech (Karpaty). Současně se zakládáním borových lesů na kamenité půdě, které poskytovaly produkci přírodní pryskyřice, byla v letech 1761–1765 v přímce mezi městy Wiener Neustadt a Neunkirchen vybudována Neunkirchenská alej, kterou zaměřil Joseph Liesganig (1719–1799), geodet tehdejší monarchie.

## Podnebí
Průměrná roční teplota podle polohy místa je od 11 °C až 4 °C. Například ve Vídeňském Novém Městě (280 m) je průměrná roční teplota asi 10,3 °C, srážek asi 630 mm, sněhová pokrývka po dobu 40 dnů, mrazivých dnů kolem 95 a sluneční svit asi 1900 hodin, v porovnání k Semmeringu s průměrnou roční teplotou asi 5,5 °C, se srážkami od asi 970 mm, sněhová pokrývka asi 150 dnů, asi 150 mrazivých dnů a sluneční svit kolem 1500 hodin.

## Hospodářství
Název Industrieviertel (Průmyslová čtvrť) je odpovídající industrializaci již v roce 1783 ve čtvrti mezi Vídeňským lesem a vytvoření těžiště hospodářství. Rozvoj průmyslové výroby byl podpořen výhodnými faktory jako je blízkost vyskytujících se surovin (dřevo, železo a uhlí) jakož i zdrojů energie (vodní síla a dřevo) a odpovídající odbytiště blízkého velkoměsta Vídně. Oběma světovými válkami byla Průmyslová čtvrť velmi poškozena. Po skončení druhé světové války byla tato část poválečného Rakouska v sovětské okupační zóně. Sověty byly zkonfiskovány provozy závodů a demontované stroje a celé továrny se přestěhovaly do Sovětského svazu. Dnes jsou ještě některá průmyslové odvětví v provozu. Především podél teplotní čáry se po roce 1955 staly mnohé malé a větší podniky součástí Průmyslového centra vybudovaného na jihu Dolního Rakouska jako Eco Plus. Přestěhovaly se sem také závody z Vídně. To vedlo k tomu, že okres Mödling, ačkoliv je nejmenší ve spolkové zemi, získává největší příjem ze státních daní v Rakousku.
Rozloha Průmyslové čtvrti činí 4 186 km², to jest 21,8 % plochy Dolního Rakouska, z toho pro osídlení je k dispozici pouhých 2 008 km², to jest 48 % plochy Industrieviertelu.

## Okresy Industrielviertelu
- Vídeňské Nové Město (statutární město)
- Okres Neunkirchen
- Okres Vídeňské Nové Město
- Okres Baden
- Okres Mödling
- Okres Bruck an der Leitha

navíc Klosterneuburg (okres Tulln) a východní část okresu okresu St. Pölten
Obsahují 14 soudních okresů, 170 obcí a 385 katastrálních území.